# سرژ وهور
سرژ وهور (انگلیسی: Serge Vohor؛ زادهٔ ۲۳ آوریل ۱۹۵۵ – درگذشتهٔ ۲۲ نوامبر ۲۰۲۴) سیاست‌مدار اهل وانواتو بود. وی چهار بار بین سال‌های ۱۹۹۵ تا ۲۰۱۱ نخست‌وزیر وانواتو بود.
سرژ وهور در ۲۲ نوامبر ۲۰۲۴، در سن ۶۹ سالگی درگذشت.